# Fernando Astengo
Fernando Enrique Astengo Sánchez (Santiago, 8 de enero de 1960) es un exfutbolista y director técnico chileno. 
En su época como futbolista desempeñaba la función de defensa central, puesto en que fue considerado uno de los mejores a nivel nacional. En el año 1988, fue elegido parte del Equipo Ideal de América. También, formó parte importante del llamado Maracanazo de la selección chilena, por el cual FIFA lo castigó por 5 años sin jugar a fútbol.

## Trayectoria

### Como jugador
Ingresó a los 13 años a las divisiones inferiores de Unión Española. Inicialmente se desempeñó como mediocampista, hasta que los entrenadores Pedro García y Germán Cornejo le recomendaron jugar como defensa central, dadas sus características de juego.
Fue una de las máximas revelaciones de comienzos de los años 1980 en Unión Española y destacó por su capacidad técnica en las coberturas y un gran sentido entre tiempo y distancia. A fines de 1985, quedó con el pase en su poder, no dependiendo de su empleador. Tras analizar una serie de ofertas, aceptó fichar por Colo-Colo donde fue campeón del torneo profesional de 1986. Un año después, en 1987, llegó al club Grêmio de Brasil, donde tuvo grandes campañas y fue elegido el mejor defensa central de América en 1988 por el diario uruguayo El País.
Tras cumplir el castigo dado por la FIFA, en 1993 con 33 años vuelve al fútbol profesional. En 1995 logra el ascenso con Audax Italiano a la Primera División. Sin embargo, no volvió a ser el gran defensa de antaño y se retira definitivamente en 1998 jugando por su primer club, Unión Española, tras perder por 6 a 1 ante Coquimbo Unido en la Liguilla de Promoción para el ascenso.

### Como director técnico
Hasta marzo de 2008 se desempeñaba como entrenador de las inferiores de Colo-Colo, esto cuando Claudio Borghi renuncia a la banca del equipo albo. Fue entonces que Astengo se tiene que hacer cargo del plantel de honor del club, ya avanzado el Torneo de Apertura 2008. Posteriormente de clasificar a la etapa de playoffs, llega a la final del campeonato, la cual la pierde con Everton de Viña del Mar, poniendo fin al sueño del pentacampeonato, ya que Colo-Colo había ganado los cuatro torneos anteriores. Fue ratificado como entrenador para el Torneo de Clausura, pero fue destituido en agosto, debido a problemas con la dirigencia y la hinchada, siendo sustituido por Marcelo Barticciotto. Paradójicamente, en su último partido como entrenador de Colo-Colo, dejó al equipo como puntero absoluto del campeonato.
El 5 de julio de 2013 asume la Dirección Técnica de Deportes Temuco, para el campeonato de la Primera B de Chile. En la Copa Chile 2013-14 logró 4 triunfos, 2 empates y 2 derrotas, posicionando al equipo en la fase de cuartos de final del Campeonato. Por el contrario, en el Torneo de la Primera B 2013-14, tuvo un deficiente desempeño (2 triunfos, 2 empates y 5 derrotas), tomando en cuenta toda la implementación deportiva con la que contaba el club y la cantidad de jugadores de buen nivel que dirigía, logrando apenas 8 puntos en 9 partidos disputados, dejando a Temuco en el lugar Nº11 de la tabla general, con muchas críticas de la hinchada y los medios de prensa, por lo cual renuncia al cuadro albiverde el 17 de octubre de 2013.
A partir de mediados de octubre de 2014, se incorpora al cuerpo técnico de Nelson Acosta para trabajar en Deportes Iquique, alejándose de dicho club a fines de mayo de 2015 y reincorporarse al equipo de comentaristas del CDF.
Astengo hace noticia en 2019, debido a que la madrugada del 14 de agosto tras chocar su automóvil contra las barreras de contención en Avenida Tobalaba a la altura de Av. Quilín, tras la llegada de Carabineros, estos se percataron que Astengo estaba en estado de ebriedad, puesto que contaba con hálito alcohólico y le costaba caminar.

## Selección nacional
Con la Selección Chilena, Astengo tuvo su mejor desempeño durante la Copa América 1987, en donde se echó el equipo al hombro quitando balones y proyectándose al ataque con una garra increíble. En aquella oportunidad Chile, fue subcampeón. En las Eliminatorias a Italia 90, Astengo era subcapitán del seleccionado (el capitán titular era Roberto Rojas) y por lo cual fue responsabilizado de la salida del equipo de la cancha tras los incidentes en el Estadio Maracaná.

### Participaciones en Copa América
| Copa              | Sede      | Resultado      | Partidos | Goles |
| ----------------- | --------- | -------------- | -------- | ----- |
| Copa América 1987 | Argentina | Subcampeón     | 4        | 1     |
| Copa América 1989 | Brasil    | Fase de grupos | 2        | 1     |

### Participaciones en Eliminatorias Sudamericanas
| Eliminatorias                    | País   | Resultado     | Partidos | Goles |
| -------------------------------- | ------ | ------------- | -------- | ----- |
| Eliminatorias Sudamericanas 1990 | Italia | Descalificado | 4        | 0     |

## Clubes

### Como jugador
| Club           | País   | Año       |
| -------------- | ------ | --------- |
| Unión Española | Chile  | 1978      |
| Rangers        | Chile  | 1979      |
| Unión Española | Chile  | 1980-1985 |
| Colo-Colo      | Chile  | 1986      |
| Grêmio         | Brasil | 1987-1989 |
| Unión Española | Chile  | 1993-1994 |
| Audax Italiano | Chile  | 1995      |
| Unión Española | Chile  | 1996-1998 |

### Como entrenador
| Club            | País  | Año  |
| --------------- | ----- | ---- |
| Colo-Colo       | Chile | 2008 |
| Deportes Temuco | Chile | 2013 |

## Palmarés

### Campeonatos regionales
| Título            | Club   | Estado             | Año  |
| ----------------- | ------ | ------------------ | ---- |
| Campeonato Gaúcho | Grêmio | Río Grande del Sur | 1987 |
| Campeonato Gaúcho | Grêmio | Río Grande del Sur | 1988 |
| Campeonato Gaúcho | Grêmio | Río Grande del Sur | 1989 |

### Campeonatos nacionales
| Título                    | Club      | País   | Año  |
| ------------------------- | --------- | ------ | ---- |
| Primera División de Chile | Colo-Colo | Chile  | 1986 |
| Copa do Brasil            | Grêmio    | Brasil | 1989 |

### Distinciones individuales
| Distinción              | Año  |
| ----------------------- | ---- |
| Equipo Ideal de América | 1988 |

| Predecesor: Claudio Borghi | Director técnico de Colo-Colo 2008 | Sucesor: Marcelo Barticciotto |